# Diuris brumalis
Diuris brumalis är en orkidéart som beskrevs av David Lloyd Jones. Diuris brumalis ingår i släktet Diuris och familjen orkidéer.
Artens utbredningsområde är Western Australia. Inga underarter finns listade i Catalogue of Life.